# Las Manchas
Las Manchas, anteriormente denominado San Nicolás de Las Manchas é um bairro pertencente aos municípios de El Paso e Los Llanos de Aridane, na ilha de La Palma, na comunidade autónoma das Canárias, Espanha. É uma zona de interesse histórico e geográfico, em especial pelo território vulcânico no que se encontra, sendo um foco turístico e cultural dos dois municípios. Em 2013 tinha 659 habitantes.
Las Manchas está situado no sudoeste da ilha de La Palma, dividido entre os municípios de El Paso e Los Llanos de Aridane. O seu território limita com os bairros de Tajuya, Todoque, Tacande e com o município de Fuencaliente pelo sul.

## História
No final do século XV, esta zona fazia parte dos cantões aborígenes de Tihuya e Tamanca. Desde 1837 o território de Las Manchas pertence aos municípios de El Paso e Los Llanos de Aridane, tomando como linha de separação o antigo caminho real, substituído em parte e desde começos do século XX pelo traçado da estrada geral do sul, na sua passagem pela localidade.
Têm existido movimentos locais solicitando a elevação do bairro a município independente, embora sem sucesso. O mais importante destes movimentos teve lugar no século XIX, com uma proposta sólida à Deputação Provincial de vários moradores de Las Manchas para se constituir em município. Denominou-se San Nicolás de Las Manchas, abarcando o são hoje os territórios dos bairros de La Laguna, Todoque, Los Campitos, Puerto Naos, El Remo e Las Manchas. Todas estas iniciativas têm fracassado, com os planos de segregação cancelados.

### Problemas com a escassez de água
O principal inconveniente para os moradores de Las Manchas, atual e histórico, é a escassez de água. A sua situação geográfica, na encosta ocidental da Palma, implica não contar com as precipitações provocadas pelos alísios. Além disso, a sua altura sobre o nível do mar produz um clima severo, com altas temperaturas no verão (tempos e ventos de levante) e frias invernos.
A escassez de água agrava-se pela distância dos mananciais de El Riachuelo e La Caldera, que abastecem o Vale de Aridane. Em consequência, os primeiros povoadores sobreviveram com água armazenada nas algibes subterrâneos. Atualmente, a grande rede de distribuição de água da ilha de La Palma ajuda a resolver este problema.

### Erupção vulcânica de 2021
A 19 de setembro produziu-se uma erupção vulcânica no lugar próximo da localidade denominado Cabeça de Vaca. A erupção tinha inicialmente duas fissuras separadas por 200 metros e oito bocas, provocando numerosos danos materiais, como a destruição total de edificações e instalações próximas da zona da primeira erupção.

## Monumentos
Entre os seus monumentos contam-se a capela de São Nicolau, do século XVIII, o portal de Cogote, do século XVII, vestígios da antiga fazenda da família Massieu, o jorro da ermida e a Plaza de La Glorieta, criada no final do século XX pelo artista Luis Morera, membro do grupo musical Taburiente. Outros monumentos são a Vírgem de Fátima, situado perto da igreja,  a escoada vulcânica de lava e o Monumento do Sagrado Coração, sobre a montanha do mesmo nome, um templo em miniatura de onde se podem apreciar as melhores vistas do Vale de Aridane.

## Cultura

### Luta canária
O Clube de Luta Tamanca, começou sua participação nas competições oficiais de luta canária ininterruptamente desde o ano 1974, tendo sido campeão da ilha em várias ocasiões.[carece de fontes?] Atualmente denomina-se Clube de Lutas Las Manchas, sendo subcampeão da temporada de 2011, com a puntalía de Kiren (Deus entre os mortais) González e Lorenzo Rodríguez e a direcção do mandador Miguel Ángel "Medianito".

### Futebol
O futebol no bairro das Manchas começou num campo natural situado em La Montañita, com uma primeira equipa chamada C.D. Campanarios que se manteve como aficionado até os anos 1940. Tanto na luta canária como no futebol a indumentária das equipas desportivas utilizam cor granada na camisa e o azul marinho nos calções, seguindo a pauta iniciada no CD Campanarios.[carece de fontes?]
Em 1972 foi fundada a primeira equipa federada, a U.D. Las Manchas, mantendo-se até à atualidade.[carece de fontes?]

### Outros desportos
Existem equipas de ténis de mesa e participações de mancheros em várias modalidades desportivas, destacando-se o campeão de rallys Nicomedes Pérez e os pilotos Pedro e José Pérez Camacho. Os mancheros Juan José Felipe Jerónimo e Pedro Pérez Camacho "Madalú" presidem as federações insulares de luta canária e automobilismo, respetivamente.

### Literatura, teatro e música
O dramaturgo Cirilo Leal, filho de um manchero, escreveu "Rebotallo de Fantasmas", com temática e personagens de Las Manchas. Lucía Rosa González, escritora de teatro, é uma das consagradas do mundo das letras palmeras. Tem existido vários grupos de teatro, como o Romanceaderos. Nas artes musicais destacam-se os agrupamentos folclóricos Volcán de San Juan, com trinta anos de atividade musical, Parranda La Dichosa e Agrupación Tajogaite. Existem ainda a Coral Polífónica San Nicolás, com mais de 15 anos de antiguidade, a Agrupación Coral El Paraíso e o Conjunto Folk Nuevo Cauce.

## Economia
A principal actividade económica de Las Manchas é a agricultura, destacando o cultivo da vinha. A bananeira apenas está presente na zona de El Manchón.
Nos últimos anos, a actividade industrial relacionada com a pecuária caprina tem aumentado,[carece de fontes?] com seis granjas e queijarias, cujos produtos têm se tornado nuns dos mais apreciados de La Palma. Os queijos El Manchón e Tajogaite têm conseguido importantes prémios.